# Коуа синій

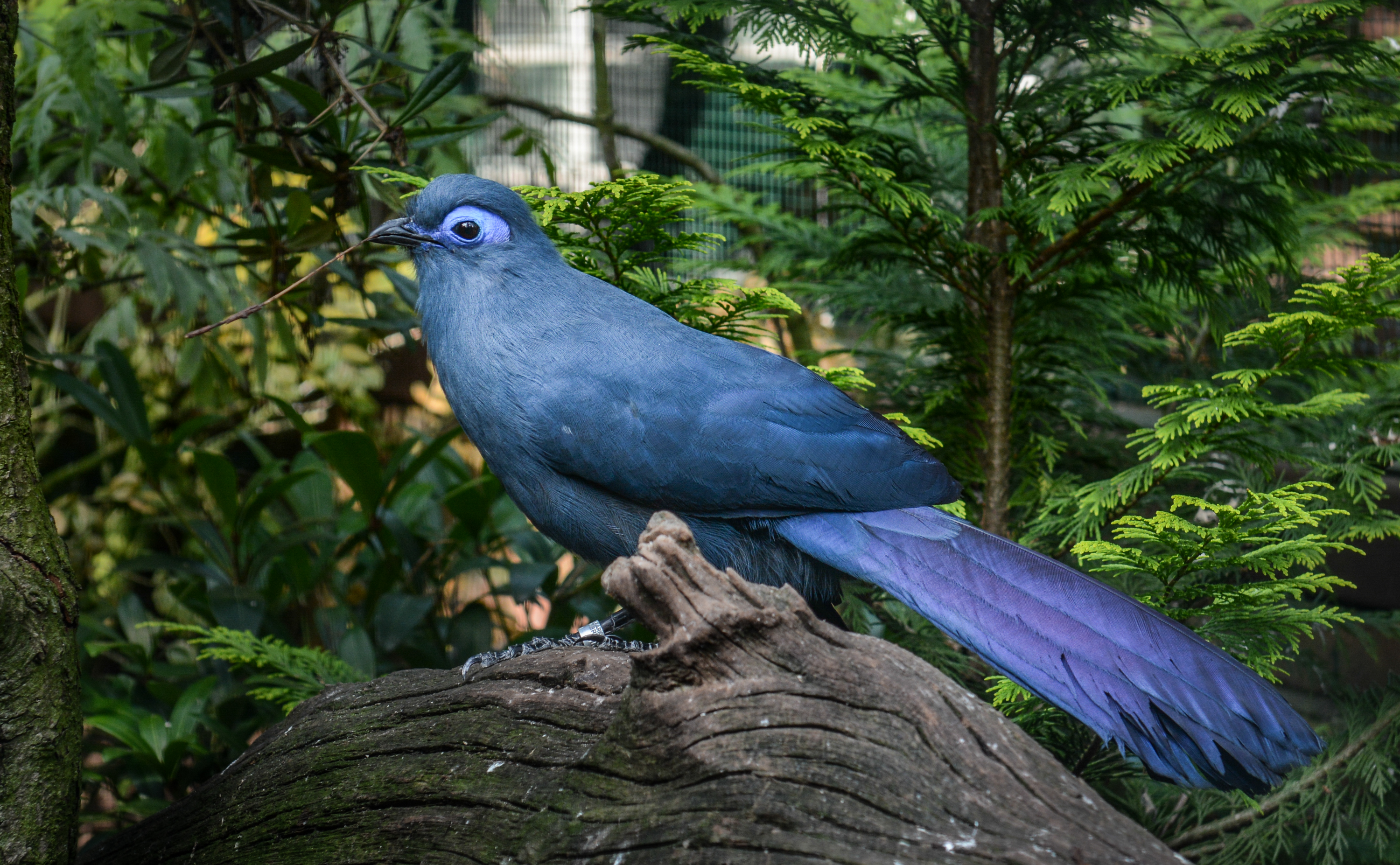
Синій коуа

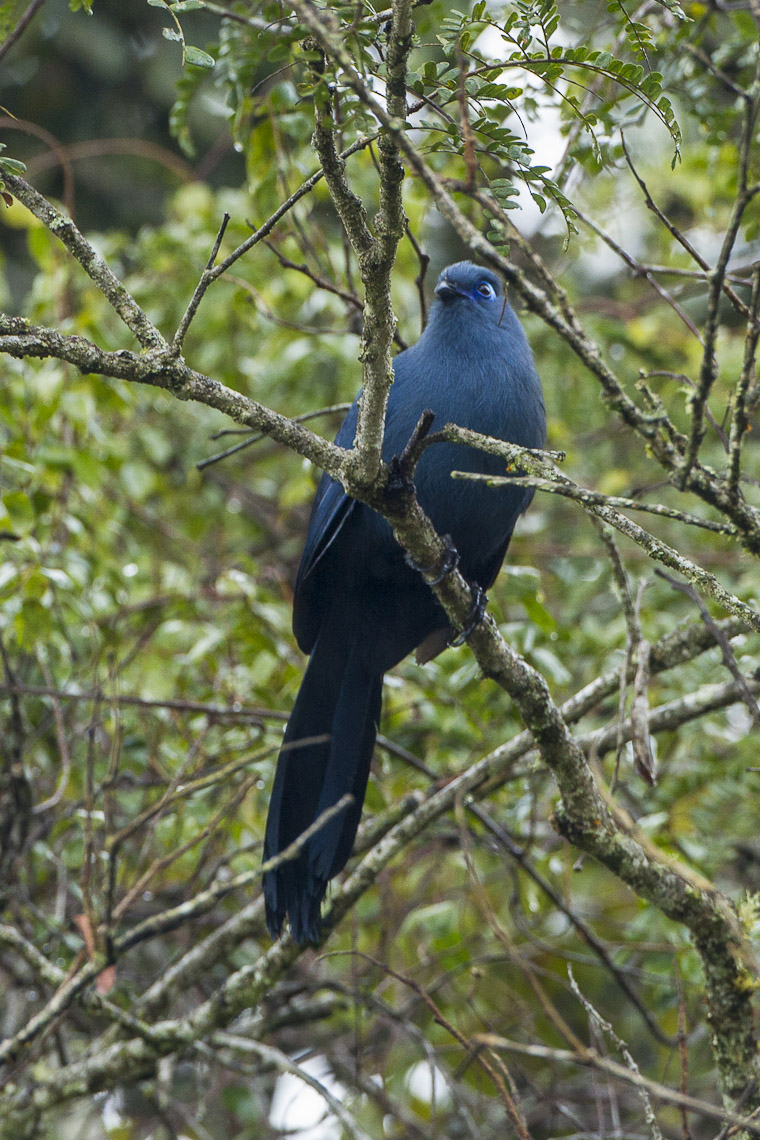
Синій коуа

Ко́уа синій (Coua caerulea) — вид зозулеподібних птахів родини зозулевих (Cuculidae). Ендемік Мадагаскару.

## Опис
Довжина птаха становить 48-50 см, враховуючи довгий хвіст, вага 30-60 г. Забарвлення переважно темно-синє, крила і хвіст мають фіолетовий відблиск. Навколо очей плями голої шкіри. Шкіра перед очима фіолетова, за очима кобальтово-синя. Дзьоб і лапи чорні.

## Поширення і екологія
Сині коуа мешкають на північному заході і сході острова Мадагаскар. Вони живуть у вологих і сухих тропічних лісах, на плантаціях і в мангрових заростях, на висоті до 1800 м над рівнем моря. Зустрічаються поодинці, парами або невеликими зграйками, ведуть деревний спосіб життя. Живляться комахами, зокрема цикадами і паличниками, гусінню, іншими безхребетними, дрібними хребетними, плодами Symphonia і Cussonia та нектаром Sloanea rhodanta. Гніздяться на деревах, на висоті від 3 до 5 м над землею, в кладці 1 біле яйце.